# 재즈 싱어
《재즈 싱어》(The Jazz Singer)는 1927년 10월 6일에 공개된 미국의 영화로, 세계 최초의 장편 유성 영화로 알려져 있다. "Wait a minute, wait a minute, you ain't heard nothin' yet"이라는 유명한 대사가 있다. 제1회 아카데미상에서 각색상 부문에 노미네이트되었다. 1953년과 1980년에 리메이크되었다.

## 줄거리
칸토르 라비노비츠는 13살 된 아들 제이콥 "재키" 라비노비츠가 맨해튼의 로어이스트사이드에 있는 유대인 게토의 회당에서 대대로 이어져 온 가업을 이어받아 칸토르가 되기를 원한다. 그러나 재키는 대신 동네 비어 가든에서 재즈를 부르는 것을 좋아하게 되었다. 모이샤 유델슨이 그 소년을 발견하고 재키의 아버지에게 말하자, 아버지는 그를 집으로 끌고 온다. 재키가 어머니 사라에게 매달리자 아버지는 "나는 하나님이 주신 목소리를 더럽히는 법을 그에게 가르칠 거야!"라고 선언한다. 재키는 "다시 채찍질하면 도망칠 거야—그리고 영원히 돌아오지 않을 거야!"라고 위협한다. 채찍질을 당한 후 재키는 어머니에게 작별 키스를 하고, 말한 대로 도망친다. 욤 키푸르 예배에서 라비노비츠는 슬픈 목소리로 동료 예배자에게 "내 아들이 오늘 밤 내 옆에 서서 노래했어야 하는데—이제 내게는 아들이 없군"이라고 말한다. 신성한 콜 니드레가 불리는 동안 재키는 사랑하는 어머니의 사진을 가지러 몰래 집으로 돌아온다.
약 10년 후, 재키는 이름을 잭 로빈으로 바꿨다. 잭은 카바레에서 무대 공연("Dirty Hands, Dirty Face")을 위해 테이블에서 불려 올라간다.
잭은 활기찬 "Toot, Toot, Tootsie" 공연으로 관중을 사로잡는다. 공연 후, 그는 아름다운 뮤지컬 극장 댄서 메리 데일을 소개받는다. "재즈 가수는 많지만 당신은 목소리에 눈물이 있어요"라고 그녀는 말하며, 그의 떠오르는 경력을 돕겠다고 제안한다. 그녀의 도움으로 잭은 마침내 큰 기회를 잡는다: 새로운 뮤지컬 <에이프릴 폴리스>에서 주연을 맡게 된 것이다.
잭이 오래전 떠났던 가족의 집으로 돌아오자, 늙은 라비노비츠는 젊은 학생에게 전통 칸토르 예술을 가르치고 있었다. 잭이 나타나 자신의 관점과 현대 음악에 대한 사랑을 설명하려 하지만, 경악한 칸토르는 그를 꾸짖으며 "너 같은 재즈 가수는 다시는 보고 싶지 않아!"라고 말한다. 잭이 떠나면서 그는 "사랑으로 가득 찬 마음으로 집에 왔지만, 아버지는 이해하려고 하지 않아요. 언젠가 어머니처럼 이해하게 될 거예요"라고 예언한다.

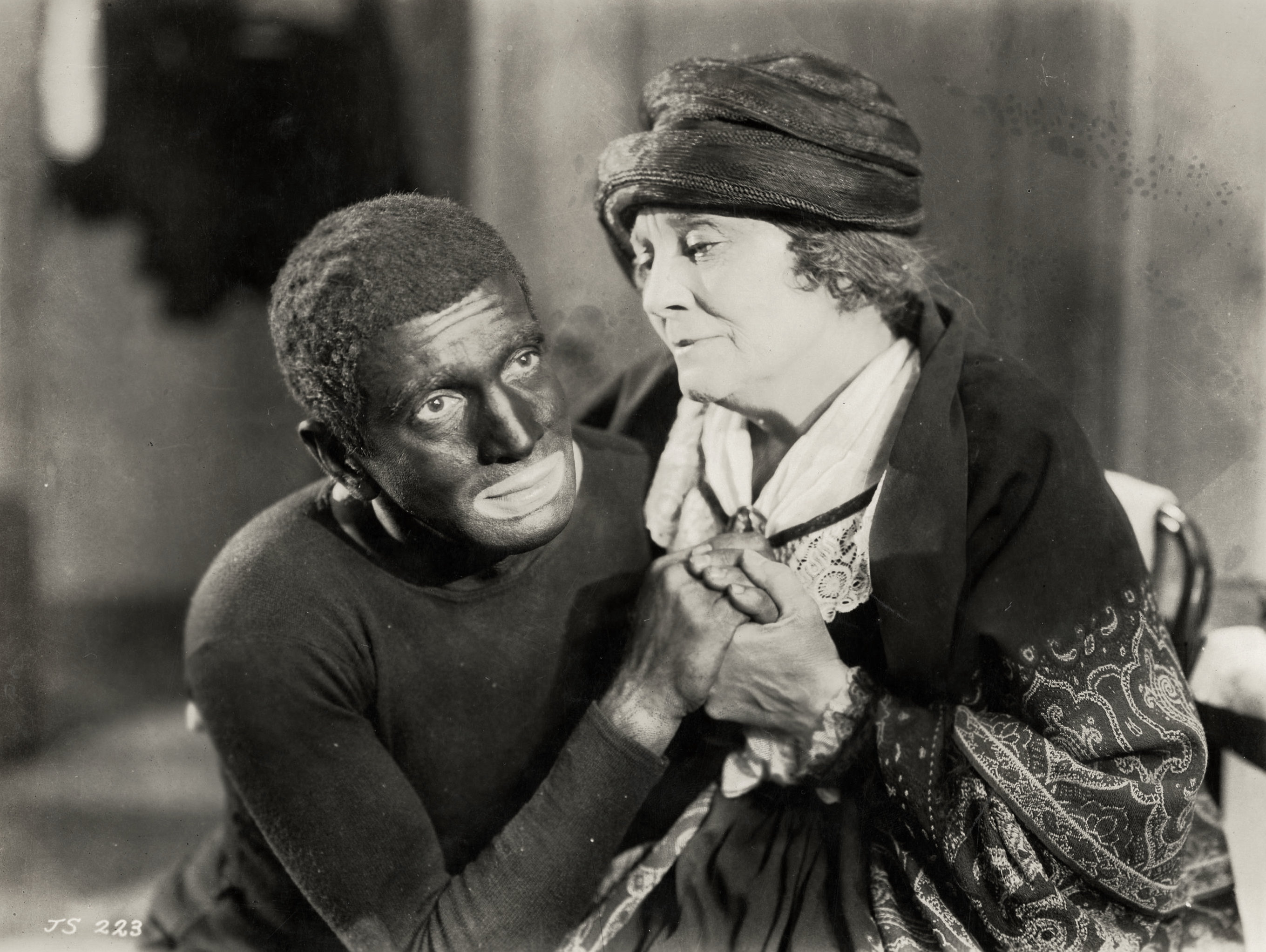
잭과 그의 어머니(유진 베세러)

잭이 집에서 쫓겨난 지 2주 후, 브로드웨이에서 <에이프릴 폴리스>가 개막하기 24시간 전, 잭의 아버지는 위독한 병에 걸린다. 잭은 쇼와 가족, 그리고 신앙에 대한 의무 사이에서 선택하라는 요구를 받는다: 아버지 대신 욤 키푸르를 위해 콜 니드레를 부르려면 큰 시사회에 참석할 수 없게 된다.
그날 저녁, 욤 키푸르 전날, 유델슨은 유대인 장로들에게 "처음으로 우리는 속죄일에 칸토르가 없습니다"라고 말한다. 침대에 약하고 수척한 모습으로 누워 있던 칸토르 라비노비츠는 사라에게 가장 신성한 날에 공연할 수 없다고 말한다: "내 아들이 꿈에 나타났어—콜 니드레를 너무 아름답게 불렀어. 그가 오늘 밤 그렇게만 불러준다면—분명히 용서받을 거야."
잭이 블랙페이스 분장을 하면서 최종 리허설을 준비하는 동안, 그와 메리는 그의 경력 포부와 그들이 저항해야 한다고 동의한 가족의 압력에 대해 논의한다. 사라와 유델슨이 잭의 분장실로 와서 아버지에게 가서 대신 노래해 달라고 간청한다. 잭은 갈등한다. 그는 블랙페이스 공연("Mother of Mine, I Still Have You")을 선보이고, 사라는 무대 위의 아들을 처음으로 본다. 그녀는 눈물 어린 깨달음을 얻는다: "그는 여기에 속해. 하나님이 그를 그분의 집에 두기를 원하셨다면, 그곳에 두셨을 거야. 그는 더 이상 내 아들이 아니야—이제 그는 온 세상에 속해."
그 후 잭은 라비노비츠의 집으로 돌아온다. 그는 아버지의 침대 곁에 무릎을 꿇고 다정하게 대화한다: "내 아들—사랑한다." 사라는 잭이 욤 키푸르 예배에서 그의 자리를 대신하는 것이 아버지의 병을 낫게 하는 데 도움이 될 것이라고 제안한다. 메리가 프로듀서와 함께 도착하고, 프로듀서는 개막 공연에 나타나지 않으면 브로드웨이에서 다시는 일할 수 없을 것이라고 잭에게 경고한다. 잭은 결정을 내리지 못한다. 메리는 그에게 도전한다: "당신은 당신의 경력이 모든 것보다 중요하다고 말했을 때 거짓말을 한 건가요?" 잭은 심지어 아버지를 대신할 수 있을지도 확신하지 못한다: "어렸을 때 이후로 콜 니드레를 부른 적이 없어요." 그의 어머니는 그에게 "마음이 이끄는 대로 해, 재키—네가 노래하고 목소리에 하나님이 없다면—아버지는 아실 거야"라고 말한다. 프로듀서는 잭을 설득한다: "당신은 본래 재즈 가수예요!"
극장에서 개막 공연 관객들은 공연이 없을 것이라는 말을 듣는다. 잭은 아버지 대신 콜 니드레를 부른다. 그의 아버지는 임종의 침대에서 근처의 의식을 듣고 마지막 용서의 말을 한다: "엄마, 우리 아들이 돌아왔어." 잭의 아버지의 영혼은 회당에서 그의 옆에 나타난다. 메리가 듣기 위해 와 있었다. 그녀는 잭이 자신의 영혼 속 분열을 어떻게 화해시켰는지 본다: "재즈 가수—그의 하나님께 노래하는."
"계절이 지나고—시간이 치유하며—쇼는 계속된다." "재즈 싱어"로서 잭은 이제 윈터 가든 극장에서 공연하고 있으며, 분명히 <백 룸>이라는 쇼의 주요 출연자로 등장하고 있다. 꽉 찬 극장 앞줄에는 그의 어머니가 유델슨과 함께 앉아 있다. 잭은 블랙페이스를 하고 그녀와 세상을 위해 "My Mammy"라는 노래를 부른다.

## 출연

### 주연
- 알 졸슨
- 메이 맥애보이
- 워너 올랜드

### 조연
- 유지니 베서러
- 오토 레더러
- 고든 바비
- 리처드 터커
- 캔터 조세프 로젠블랫